# Vinařská obec
Vinařská obec je v Česku obec, v jejímž katastru se nachází jedna nebo více viničních tratí. Jde o základní jednotku geografického rozdělení území, na kterém je schváleno pěstování vinné révy. Nadřazenou jednotkou jsou vinařské podoblasti, jejichž území je definováno výčtem vinařských obcí, které je tvoří. Seznam vinařských podoblastí a příslušných vinařských obcí je uveden v prováděcí vyhlášce vinařského zákona.
V Česku je celkem 383 vinařských obcí, z toho 75 ve vinařské oblasti Čechy a 308 ve vinařské oblasti Morava.